# Elefántmadár-félék
Az elefántmadarak egykor Madagaszkár szigetén élt, hatalmasra nőtt röpképtelen madarak. A madarak osztályában, a struccalakúak (Struthioniformes) rendjén belül az elefántmadár-félék (Aepyornithidae) családját alkották.

## Leírásuk

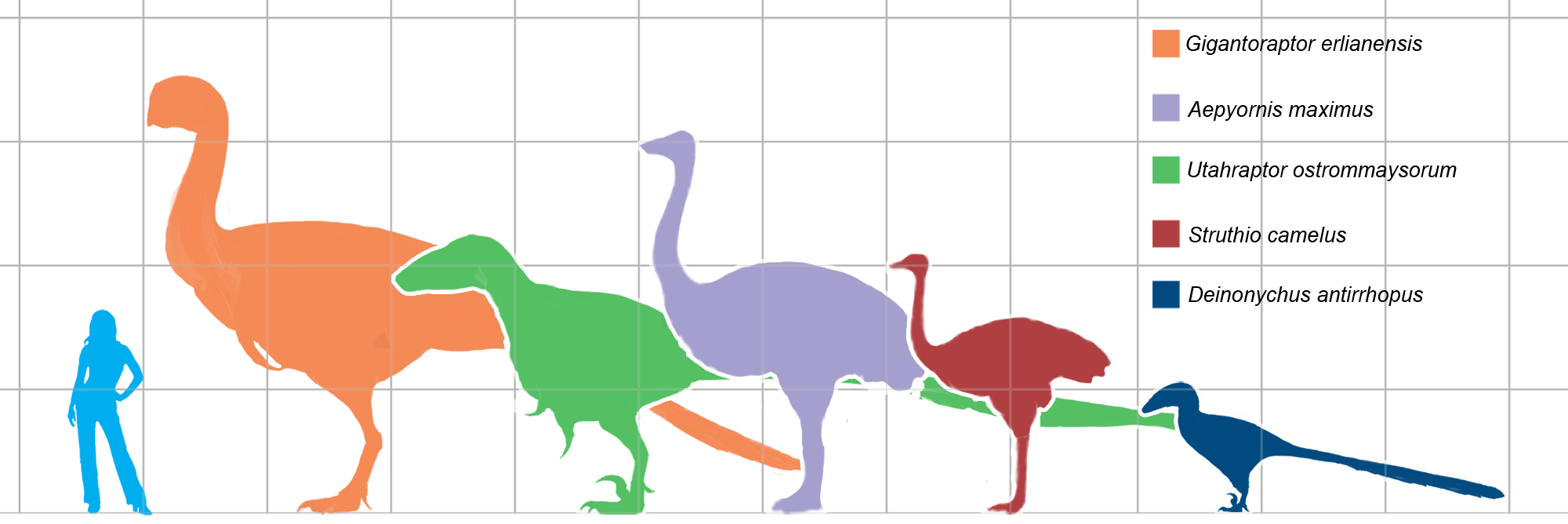
A lila színnel jelölt Aepyornis maximus és az ember méretének összehasonlítása

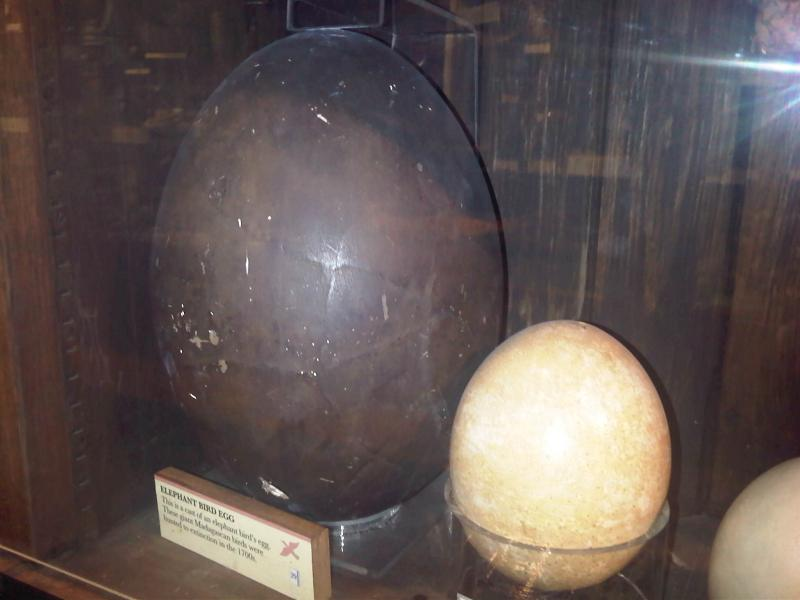
Tojások a londoni Grant Museum of Zoology-ban. Balról jobbra: elefántmadár (Aepyornis maximus) és strucc (Struthio camelus)

Az elefántmadarak adták a Földön élt valaha ismert legnagyobb madarakat. Az Aepyornis maximus faj magassága elérte a 3 métert, tömege a 350–500 kg-ot. Tojásaik legnagyobb átmérője elérte a 33 cm-t, becsült űrtartalmuk a 9 litert. A hatalmas tojások héja szerte fellelhető Madagaszkár szigetén. Valószínűleg lassú mozgású erdőlakók voltak.
Az elefántmadarakat csak töredékes csontjaik alapján ismerjük. Az mindenesetre a csontjaikból kiderül, hogy robusztus madarak voltak, hosszú nyakkal és kis fejjel.
Minden bizonnyal növényevők voltak.

## Fajaik
Az Aepyornithidae családban az alábbi nemeket és fajokat írták le:
- Nem: Aepyornis I.Geoffroy Saint-Hilaire, 1851
  - Aepyornis gracilis Monnier, 1913
  - Aepyornis hildebrandti Burckhardt, 1893
    - =Aepyornis mulleri A. Milne-Edwards & Grandidier, 1894

  - Aepyornis maximus I.Geoffroy Saint-Hilaire, 1851
    - =Aepyornis modestus A. Milne-Edwards & Grandidier, 1869
    - =Aepyornis ingens A. Milne-Edwards & Grandidier, 1894
    - =Aepyornis titan Andrews, 1894

  - Aepyornis medius A. Milne-Edwards & Grandidier, 1866
    - =Aepyornis grandidieri Rowley, 1867
    - =Aepyornis cursor A. Milne-Edwards & Grandidier, 1894
    - =Aepyornis lentus A. Milne-Edwards & Grandidier, 1894
- Nem: Mullerornis A. Milne-Edwards & Grandidier, 1894
  - Mullerornis agilis A. Milne-Edwards & Grandidier, 1894
  - Mullerornis betsilei A. Milne-Edwards & Grandidier, 1894
  - Mullerornis grandis Lamberton, 1934
  - Mullerornis rudis A. Milne-Edwards & Grandidier, 1894
- Nem: Vorombe Hansford & Turvey 2018
  - Vorombe titan Hansford & Turvey 2018

Az ősi röpképtelen madarak távolabbi rokonai a struccalakúak rendjének többi családjához tartozó néhány máig fennmaradt madárfaj az egykori Gondwana maradványain: Afrikában a struccfélék, Dél-Amerikában a nandufélék, Ausztráliában az emufélék, Új-Guinea szigetén a kazuárfélék, Új-Zéland szigetein a kivifélék és a kihalt moafélék.
Röpképtelen óriásmadarak azonban nem csak a struccok rokonságában, hanem más csoportokban is léteztek. A neogén idején élt dél-amerikai, ragadozó gyilokmadarak (Phorusrhacidae) a ma is élő kígyászdarufélék rokonai voltak.

## Történetük

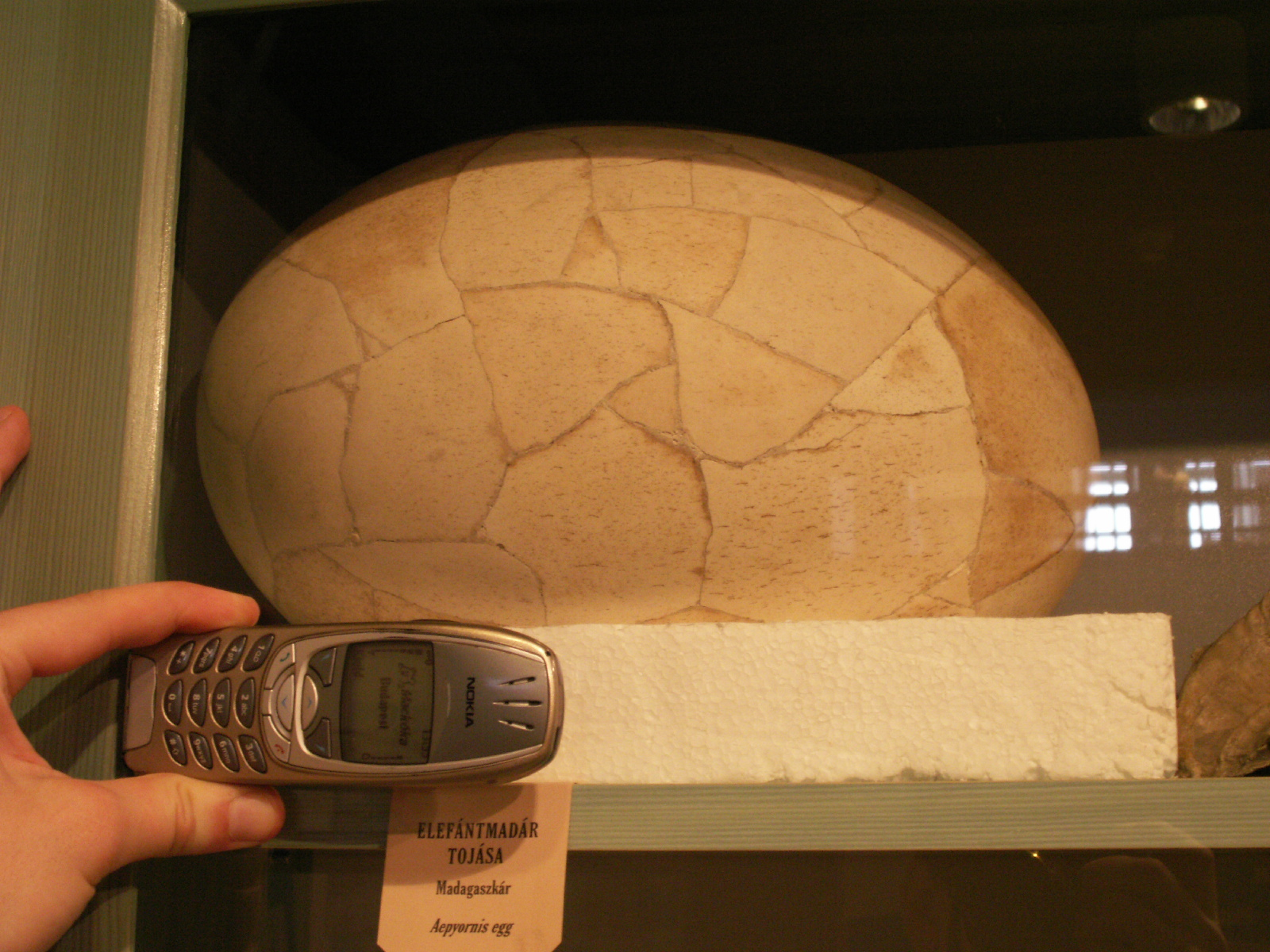
Elefántmadár-tojás, Magyar Természettudományi Múzeum

Az elefántmadarak ősi röpképtelen madarak leszármazottjai. Ez azt jelenti, hogy már őseik sem voltak képesek repülni, ellentétben például a Mauritius-szigeti dodóval, amelynek ősei a szárnyaik segítségével érkeztek Mauritius szigetére és a ragadozók hiánya miatt veszítették el röpképességüket. A röpképtelen óriásmadarak a dinoszauruszok kihalásával indultak gyors fejlődésnek a kainozoikum elején: ekkor a szárazföldeket már nem uralták a hüllők, de még az emlősök sem indultak robbanásszerű fejlődésnek. Így ezen madarak virágkora a harmadidőszak (tercier) volt, ekkor minden kontinensen jelen voltak. Hanyatlásukat a nagy testű, méhlepényes ragadozók megjelenése és elterjedése okozta a negyedidőszakban (kvarter).
Az elefántmadarak ősei Afrikából származtak. A kontinensről időközben kipusztultak, Madagaszkár szigetén viszont azért maradhattak fenn, mert az már a mezozoikum vége óta gyakorlatilag elszigetelődött a nagy szárazföldektől: a sziget a jura során vált el Gondwanától (Nagy Déli Kontinens) és a kréta alatt pedig az indiai szubkontinenstől. Ettől fogva a hatalmas sziget állatvilága más földrészektől elszigetelten fejlődött: új állatfajok csak a levegőből vagy a vízen keresztül települhettek be.

## Kihalásuk
Kihalásuk (Madagaszkár néhány más állatfajával egyetemben) nem sokkal a mai malgasok őseinek betelepülése után következett be, mintegy 1000-1500 évvel ezelőtt (ld. pleisztocén megafauna). Nagyon valószínű, hogy a bennszülöttek vadászták a madarakat és tojásaikból tárolóedényeket készítettek. Az arab hajósok talán még találkozhattak egy-két példánnyal: valószínűleg az elefántmadarak adták az ihletet a Szindbád-legendák „rok madarához”. Az elefántmadár kifejezés pedig feltehetően az arab hajósokon keresztül Marco Polótól származik. Mikor az első európai hajósok kikötöttek a szigeten (15-16. század), már biztosan nem léteztek.